# New Zealand Cycle Classic 2019
La 32e édition de la New Zealand Cycle Classic a eu lieu du 23 au 27 janvier 2019. Elle fait partie du calendrier UCI Oceania Tour 2019 en catégorie 2.2.

## Étapes
Cinq étapes constituent cette édition de la New Zealand Cycle Classic.
| Étape     | Date     | Villes étapes            | type | Distance (km) | Vainqueur d'étape | Leader du classement général |
| --------- | -------- | ------------------------ | ---- | ------------- | ----------------- | ---------------------------- |
| 1re étape | 23 janv. | Cambridge – Cambridge    |      | 132           | Aaron Gate        | Aaron Gate                   |
| 2e étape  | 24 janv. | Cambridge – lac Karapiro |      | 129           | Stefan Bissegger  | Aaron Gate                   |
| 3e étape  | 25 janv. | Te Awamutu – Te Awamutu  |      | 152           | Jensen Plowright  | Aaron Gate                   |
| 4e étape  | 26 janv. | Cambridge – Maungakawa   |      | 143,8         | Jesse Featonby    | Aaron Gate                   |
| 5e étape  | 27 janv. | Cambridge – Cambridge    |      | 136           | Theodore Yates    | Aaron Gate                   |

## Déroulement de la course

### 1reétape
Après 30 kilomètres de course, Aaron Gate, Matthew Zenovich et Liam Magennis s'extirpent du peloton et comptent jusqu'à 5 minutes d'avance. Magennis est repris au 100e kilomètre mais les deux néo-zélandais résistent. Gate s'impose finalement devant son compagnon d'échappée et son coéquipier de la EvoPro Racing Wouter Wippert règle quant à lui le sprint du peloton.
| \| Classement de l'étape \| Classement de l'étape \| Classement de l'étape \| Classement de l'étape \| Classement de l'étape \| \| Coureur \| Coureur \| Pays \| Équipe \| Temps \| \| --------------------- \| --------------------- \| --------------------- \| -------------------------------------- \| --------------------- \| \| 1er \| Aaron Gate \| Nouvelle-Zélande \| EvoPro Racing \| 3 h 00 min 48 s \| \| 2e \| Matthew Zenovich \| Nouvelle-Zélande \| St George Continental Cycling Team \| + 2 s \| \| 3e \| Wouter Wippert \| Pays-Bas \| EvoPro Racing \| + 1 min 02 s \| \| 4e \| Stefan Bissegger \| Suisse \| Swiss Racing Academy \| + 1 min 02 s \| \| 5e \| Theodore Yates \| Australie \| Drapac-Cannondale Holistic Development \| + 1 min 02 s \| \| 6e \| Dylan Kennett \| Nouvelle-Zélande \| St George Continental Cycling Team \| + 1 min 02 s \| \| 7e \| Hayden McCormick \| Nouvelle-Zélande \| Team BridgeLane \| + 1 min 02 s \| \| 8e \| Blake Quick \| Australie \| St George Continental Cycling Team \| + 1 min 02 s \| \| 9e \| Cameron Ivory \| Australie \| \| + 1 min 02 s \| \| 10e \| Yasuharu Nakajima \| Japon \| Kinan Cycling Team \| + 1 min 02 s \| |                   |                  |                                        |                 |
| |                   |                  |                                        |                 |
| |                   |                  |                                        |                 |
| Classement de l'étape |                   |                  |                                        |                 |
| Coureur | Coureur           | Pays             | Équipe                                 | Temps           |
| 1er | Aaron Gate        | Nouvelle-Zélande | EvoPro Racing                          | 3 h 00 min 48 s |
| 2e | Matthew Zenovich  | Nouvelle-Zélande | St George Continental Cycling Team     | + 2 s           |
| 3e | Wouter Wippert    | Pays-Bas         | EvoPro Racing                          | + 1 min 02 s    |
| 4e | Stefan Bissegger  | Suisse           | Swiss Racing Academy                   | + 1 min 02 s    |
| 5e | Theodore Yates    | Australie        | Drapac-Cannondale Holistic Development | + 1 min 02 s    |
| 6e | Dylan Kennett     | Nouvelle-Zélande | St George Continental Cycling Team     | + 1 min 02 s    |
| 7e | Hayden McCormick  | Nouvelle-Zélande | Team BridgeLane                        | + 1 min 02 s    |
| 8e | Blake Quick       | Australie        | St George Continental Cycling Team     | + 1 min 02 s    |
| 9e | Cameron Ivory     | Australie        |                                        | + 1 min 02 s    |
| 10e | Yasuharu Nakajima | Japon            | Kinan Cycling Team                     | + 1 min 02 s    |

| \| Classement général \| Classement général \| Classement général \| Classement général \| Classement général \| \| Coureur \| Coureur \| Pays \| Équipe \| Temps \| \| ------------------ \| ------------------ \| ------------------ \| -------------------------------------- \| ------------------ \| \| 1er \| Aaron Gate \| Nouvelle-Zélande \| EvoPro Racing \| 3 h 00 min 36 s \| \| 2e \| Matthew Zenovich \| Nouvelle-Zélande \| St George Continental Cycling Team \| + 5 s \| \| 3e \| Wouter Wippert \| Pays-Bas \| EvoPro Racing \| + 1 min 10 s \| \| 4e \| Stefan Bissegger \| Suisse \| Suisse \| + 1 min 11 s \| \| 5e \| Theodore Yates \| Australie \| Drapac-Cannondale Holistic Development \| + 1 min 14 s \| \| 6e \| Dylan Kennett \| Nouvelle-Zélande \| St George Continental Cycling Team \| + 1 min 14 s \| \| 7e \| Hayden McCormick \| Nouvelle-Zélande \| Team BridgeLane \| + 1 min 14 s \| \| 8e \| Blake Quick \| Australie \| St George Continental Cycling Team \| + 1 min 14 s \| \| 9e \| Cameron Ivory \| Australie \| \| + 1 min 14 s \| \| 10e \| Yasuharu Nakajima \| Japon \| Kinan Cycling Team \| + 1 min 14 s \| |                   |                  |                                        |                 |
| |                   |                  |                                        |                 |
| |                   |                  |                                        |                 |
| Classement général |                   |                  |                                        |                 |
| Coureur | Coureur           | Pays             | Équipe                                 | Temps           |
| 1er | Aaron Gate        | Nouvelle-Zélande | EvoPro Racing                          | 3 h 00 min 36 s |
| 2e | Matthew Zenovich  | Nouvelle-Zélande | St George Continental Cycling Team     | + 5 s           |
| 3e | Wouter Wippert    | Pays-Bas         | EvoPro Racing                          | + 1 min 10 s    |
| 4e | Stefan Bissegger  | Suisse           | Suisse                                 | + 1 min 11 s    |
| 5e | Theodore Yates    | Australie        | Drapac-Cannondale Holistic Development | + 1 min 14 s    |
| 6e | Dylan Kennett     | Nouvelle-Zélande | St George Continental Cycling Team     | + 1 min 14 s    |
| 7e | Hayden McCormick  | Nouvelle-Zélande | Team BridgeLane                        | + 1 min 14 s    |
| 8e | Blake Quick       | Australie        | St George Continental Cycling Team     | + 1 min 14 s    |
| 9e | Cameron Ivory     | Australie        |                                        | + 1 min 14 s    |
| 10e | Yasuharu Nakajima | Japon            | Kinan Cycling Team                     | + 1 min 14 s    |

### 2eétape
Un groupe de cinq coureurs, mené par Cyrille Thièry, passe une grande partie de la course à l'avant. Celui-ci en profite pour franchir en tête chaque Grand Prix de la montagne et s'emparer du maillot de meilleur grimpeur. Les échappés sont finalement repris par les équipes de sprinters et c'est le suisse Stefan Bissegger qui s'impose devant le néo-zélandais Shane Archbold, la photo-finish ayant été nécessaire pour les départager.
| \| Classement de l'étape \| Classement de l'étape \| Classement de l'étape \| Classement de l'étape \| Classement de l'étape \| \| Coureur \| Coureur \| Pays \| Équipe \| Temps \| \| --------------------- \| --------------------- \| --------------------- \| -------------------------------------- \| --------------------- \| \| 1er \| Stefan Bissegger \| Suisse \| Suisse \| 3 h 05 min 06 s \| \| 2e \| Shane Archbold \| Nouvelle-Zélande \| EvoPro Racing \| + 0 s \| \| 3e \| Blake Quick \| Australie \| St George Continental Cycling Team \| + 0 s \| \| 4e \| Jay Vine \| Australie \| Nero Bianchi \| + 0 s \| \| 5e \| James Oram \| Nouvelle-Zélande \| \| + 0 s \| \| 6e \| Jensen Plowright \| Australie \| Drapac-Cannondale Holistic Development \| + 0 s \| \| 7e \| Harrison Bailey \| Australie \| AC Bisontine \| + 0 s \| \| 8e \| Hayato Okamoto \| Japon \| Aisan Racing Team \| + 0 s \| \| 9e \| Cameron Ivory \| Australie \| \| + 0 s \| \| 10e \| Aaron Gate \| Nouvelle-Zélande \| EvoPro Racing \| + 0 s \| |                  |                  |                                        |                 |
| |                  |                  |                                        |                 |
| |                  |                  |                                        |                 |
| Classement de l'étape |                  |                  |                                        |                 |
| Coureur | Coureur          | Pays             | Équipe                                 | Temps           |
| 1er | Stefan Bissegger | Suisse           | Suisse                                 | 3 h 05 min 06 s |
| 2e | Shane Archbold   | Nouvelle-Zélande | EvoPro Racing                          | + 0 s           |
| 3e | Blake Quick      | Australie        | St George Continental Cycling Team     | + 0 s           |
| 4e | Jay Vine         | Australie        | Nero Bianchi                           | + 0 s           |
| 5e | James Oram       | Nouvelle-Zélande |                                        | + 0 s           |
| 6e | Jensen Plowright | Australie        | Drapac-Cannondale Holistic Development | + 0 s           |
| 7e | Harrison Bailey  | Australie        | AC Bisontine                           | + 0 s           |
| 8e | Hayato Okamoto   | Japon            | Aisan Racing Team                      | + 0 s           |
| 9e | Cameron Ivory    | Australie        |                                        | + 0 s           |
| 10e | Aaron Gate       | Nouvelle-Zélande | EvoPro Racing                          | + 0 s           |

| \| Classement général \| Classement général \| Classement général \| Classement général \| Classement général \| \| Coureur \| Coureur \| Pays \| Équipe \| Temps \| \| ------------------ \| ------------------ \| ------------------ \| -------------------------------------- \| ------------------ \| \| 1er \| Aaron Gate \| Nouvelle-Zélande \| EvoPro Racing \| 6 h 05 min 52 s \| \| 2e \| Matthew Zenovich \| Nouvelle-Zélande \| St George Continental Cycling Team \| + 5 s \| \| 3e \| Stefan Bissegger \| Suisse \| Suisse \| + 1 min 01 s \| \| 4e \| Blake Quick \| Australie \| St George Continental Cycling Team \| + 1 min 10 s \| \| 5e \| Shane Archbold \| Nouvelle-Zélande \| EvoPro Racing \| + 1 min 10 s \| \| 6e \| Cyrille Thièry \| Suisse \| Suisse \| + 1 min 10 s \| \| 7e \| Cameron Ivory \| Australie \| \| + 1 min 14 s \| \| 8e \| Theodore Yates \| Australie \| Drapac-Cannondale Holistic Development \| + 1 min 14 s \| \| 9e \| Yasuharu Nakajima \| Japon \| Kinan Cycling Team \| + 1 min 14 s \| \| 10e \| Hayden McCormick \| Nouvelle-Zélande \| Team BridgeLane \| + 1 min 14 s \| |                   |                  |                                        |                 |
| |                   |                  |                                        |                 |
| |                   |                  |                                        |                 |
| Classement général |                   |                  |                                        |                 |
| Coureur | Coureur           | Pays             | Équipe                                 | Temps           |
| 1er | Aaron Gate        | Nouvelle-Zélande | EvoPro Racing                          | 6 h 05 min 52 s |
| 2e | Matthew Zenovich  | Nouvelle-Zélande | St George Continental Cycling Team     | + 5 s           |
| 3e | Stefan Bissegger  | Suisse           | Suisse                                 | + 1 min 01 s    |
| 4e | Blake Quick       | Australie        | St George Continental Cycling Team     | + 1 min 10 s    |
| 5e | Shane Archbold    | Nouvelle-Zélande | EvoPro Racing                          | + 1 min 10 s    |
| 6e | Cyrille Thièry    | Suisse           | Suisse                                 | + 1 min 10 s    |
| 7e | Cameron Ivory     | Australie        |                                        | + 1 min 14 s    |
| 8e | Theodore Yates    | Australie        | Drapac-Cannondale Holistic Development | + 1 min 14 s    |
| 9e | Yasuharu Nakajima | Japon            | Kinan Cycling Team                     | + 1 min 14 s    |
| 10e | Hayden McCormick  | Nouvelle-Zélande | Team BridgeLane                        | + 1 min 14 s    |

### 3eétape
Après qu'un groupe de six coureurs ait été repris par le peloton aux alentours du 75e kilomètre, Stefan Bissegger et Reece Tucknott s'échappent à leur tour, permettant au coureur Suisse d’accroître son avance au classement du meilleur sprinteur. Ce dernier est finalement repris à 20 kilomètres de l'arrivée tandis que l'Australien poursuit seul pendant 10 kilomètres avant d'être rattrapé par le peloton. Jensen Plowright remporte finalement l'étape au sprint devant le leader du classement général Aaron Gate.
| \| Classement de l'étape \| Classement de l'étape \| Classement de l'étape \| Classement de l'étape \| Classement de l'étape \| \| Coureur \| Coureur \| Pays \| Équipe \| Temps \| \| --------------------- \| --------------------- \| --------------------- \| -------------------------------------- \| --------------------- \| \| 1er \| Jensen Plowright \| Australie \| Drapac-Cannondale Holistic Development \| 3 h 42 min 32 s \| \| 2e \| Aaron Gate \| Nouvelle-Zélande \| EvoPro Racing \| + 0 s \| \| 3e \| Cameron Ivory \| Australie \| \| + 0 s \| \| 4e \| Stefan Bissegger \| Suisse \| Suisse \| + 0 s \| \| 5e \| Jay Vine \| Australie \| Nero Bianchi \| + 0 s \| \| 6e \| Hayden McCormick \| Nouvelle-Zélande \| Team BridgeLane \| + 0 s \| \| 7e \| Hayato Okamoto \| Japon \| Aisan Racing Team \| + 0 s \| \| 8e \| Jin Okubo \| Japon \| Kinan Cycling Team \| + 0 s \| \| 9e \| Lukas Rüegg \| Suisse \| Suisse \| + 0 s \| \| 10e \| Théry Schir \| Suisse \| Suisse \| + 0 s \| |                  |                  |                                        |                 |
| |                  |                  |                                        |                 |
| |                  |                  |                                        |                 |
| Classement de l'étape |                  |                  |                                        |                 |
| Coureur | Coureur          | Pays             | Équipe                                 | Temps           |
| 1er | Jensen Plowright | Australie        | Drapac-Cannondale Holistic Development | 3 h 42 min 32 s |
| 2e | Aaron Gate       | Nouvelle-Zélande | EvoPro Racing                          | + 0 s           |
| 3e | Cameron Ivory    | Australie        |                                        | + 0 s           |
| 4e | Stefan Bissegger | Suisse           | Suisse                                 | + 0 s           |
| 5e | Jay Vine         | Australie        | Nero Bianchi                           | + 0 s           |
| 6e | Hayden McCormick | Nouvelle-Zélande | Team BridgeLane                        | + 0 s           |
| 7e | Hayato Okamoto   | Japon            | Aisan Racing Team                      | + 0 s           |
| 8e | Jin Okubo        | Japon            | Kinan Cycling Team                     | + 0 s           |
| 9e | Lukas Rüegg      | Suisse           | Suisse                                 | + 0 s           |
| 10e | Théry Schir      | Suisse           | Suisse                                 | + 0 s           |

| \| Classement général \| Classement général \| Classement général \| Classement général \| Classement général \| \| Coureur \| Coureur \| Pays \| Équipe \| Temps \| \| ------------------ \| ------------------ \| ------------------ \| -------------------------------------- \| ------------------ \| \| 1er \| Aaron Gate \| Nouvelle-Zélande \| EvoPro Racing \| 9 h 48 min 18 s \| \| 2e \| Matthew Zenovich \| Nouvelle-Zélande \| St George Continental Cycling Team \| + 11 s \| \| 3e \| Stefan Bissegger \| Suisse \| Suisse \| + 1 min 04 s \| \| 4e \| Jensen Plowright \| Australie \| Drapac-Cannondale Holistic Development \| + 1 min 11 s \| \| 5e \| Cameron Ivory \| Australie \| \| + 1 min 16 s \| \| 6e \| Blake Quick \| Australie \| St George Continental Cycling Team \| + 1 min 16 s \| \| 7e \| Shane Archbold \| Nouvelle-Zélande \| EvoPro Racing \| + 1 min 16 s \| \| 8e \| Cyrille Thièry \| Suisse \| Suisse \| + 1 min 16 s \| \| 9e \| Théry Schir \| Suisse \| Suisse \| + 1 min 17 s \| \| 10e \| Hayden McCormick \| Nouvelle-Zélande \| Team BridgeLane \| + 1 min 20 s \| |                  |                  |                                        |                 |
| |                  |                  |                                        |                 |
| |                  |                  |                                        |                 |
| Classement général |                  |                  |                                        |                 |
| Coureur | Coureur          | Pays             | Équipe                                 | Temps           |
| 1er | Aaron Gate       | Nouvelle-Zélande | EvoPro Racing                          | 9 h 48 min 18 s |
| 2e | Matthew Zenovich | Nouvelle-Zélande | St George Continental Cycling Team     | + 11 s          |
| 3e | Stefan Bissegger | Suisse           | Suisse                                 | + 1 min 04 s    |
| 4e | Jensen Plowright | Australie        | Drapac-Cannondale Holistic Development | + 1 min 11 s    |
| 5e | Cameron Ivory    | Australie        |                                        | + 1 min 16 s    |
| 6e | Blake Quick      | Australie        | St George Continental Cycling Team     | + 1 min 16 s    |
| 7e | Shane Archbold   | Nouvelle-Zélande | EvoPro Racing                          | + 1 min 16 s    |
| 8e | Cyrille Thièry   | Suisse           | Suisse                                 | + 1 min 16 s    |
| 9e | Théry Schir      | Suisse           | Suisse                                 | + 1 min 17 s    |
| 10e | Hayden McCormick | Nouvelle-Zélande | Team BridgeLane                        | + 1 min 20 s    |

### 4eétape
Après que plusieurs groupes aient tenté de s'échapper, Jay Vine tente sa chance à 40 kilomètres de l'arrivée, accompagné du leader du classement général Aaron Gate. Les deux hommes ne parviennent pas à creuser un gros écart sur le groupe des favoris mais résistent jusqu'à la montée finale de la côte de Maungakawa. Dans le dernier kilomètre, Jesse Featonby sort de ce qu'il reste du peloton et réussit à rejoindre les deux hommes de tête avant de remporter l'étape.
| \| Classement de l'étape \| Classement de l'étape \| Classement de l'étape \| Classement de l'étape \| Classement de l'étape \| \| Coureur \| Coureur \| Pays \| Équipe \| Temps \| \| --------------------- \| --------------------- \| --------------------- \| --------------------------------- \| --------------------- \| \| 1er \| Jesse Featonby \| Australie \| Oliver's Real Food Racing \| 3 h 33 min 45 s \| \| 2e \| Jay Vine \| Australie \| Nero Bianchi \| + 2 s \| \| 3e \| Aaron Gate \| Nouvelle-Zélande \| EvoPro Racing \| + 7 s \| \| 4e \| Daniel Whitehouse \| Royaume-Uni \| EvoPro Racing \| + 9 s \| \| 5e \| Thomas Lebas \| France \| Kinan Cycling Team \| + 12 s \| \| 6e \| Lionel Mawditt \| Australie \| Team BridgeLane \| + 20 s \| \| 7e \| Michael Torckler \| Nouvelle-Zélande \| GD Pringle Building/Spoken Cycles \| + 30 s \| \| 8e \| James Oram \| Nouvelle-Zélande \| Nouvelle-Zélande \| + 43 s \| \| 9e \| Cyrille Thièry \| Suisse \| Suisse \| + 49 s \| \| 10e \| Cameron Roberts \| Australie \| \| + 49 s \| |                   |                  |                                   |                 |
| |                   |                  |                                   |                 |
| |                   |                  |                                   |                 |
| Classement de l'étape |                   |                  |                                   |                 |
| Coureur | Coureur           | Pays             | Équipe                            | Temps           |
| 1er | Jesse Featonby    | Australie        | Oliver's Real Food Racing         | 3 h 33 min 45 s |
| 2e | Jay Vine          | Australie        | Nero Bianchi                      | + 2 s           |
| 3e | Aaron Gate        | Nouvelle-Zélande | EvoPro Racing                     | + 7 s           |
| 4e | Daniel Whitehouse | Royaume-Uni      | EvoPro Racing                     | + 9 s           |
| 5e | Thomas Lebas      | France           | Kinan Cycling Team                | + 12 s          |
| 6e | Lionel Mawditt    | Australie        | Team BridgeLane                   | + 20 s          |
| 7e | Michael Torckler  | Nouvelle-Zélande | GD Pringle Building/Spoken Cycles | + 30 s          |
| 8e | James Oram        | Nouvelle-Zélande | Nouvelle-Zélande                  | + 43 s          |
| 9e | Cyrille Thièry    | Suisse           | Suisse                            | + 49 s          |
| 10e | Cameron Roberts   | Australie        |                                   | + 49 s          |

| \| Classement général \| Classement général \| Classement général \| Classement général \| Classement général \| \| Coureur \| Coureur \| Pays \| Équipe \| Temps \| \| ------------------ \| ------------------ \| ------------------ \| ---------------------------------- \| ------------------ \| \| 1er \| Aaron Gate \| Nouvelle-Zélande \| EvoPro Racing \| 13 h 22 min 06 s \| \| 2e \| Jesse Featonby \| Australie \| Oliver's Real Food Racing \| + 1 min 09 s \| \| 3e \| Jay Vine \| Australie \| Nero Bianchi \| + 1 min 15 s \| \| 4e \| Daniel Whitehouse \| Royaume-Uni \| EvoPro Racing \| + 1 min 28 s \| \| 5e \| Thomas Lebas \| France \| Kinan Cycling Team \| + 1 min 31 s \| \| 6e \| Lionel Mawditt \| Australie \| Team BridgeLane \| + 1 min 39 s \| \| 7e \| Michael Torckler \| Nouvelle-Zélande \| GD Pringle Building/Spoken Cycles \| + 1 min 48 s \| \| 8e \| Matthew Zenovich \| Nouvelle-Zélande \| St George Continental Cycling Team \| + 1 min 51 s \| \| 9e \| James Oram \| Nouvelle-Zélande \| Nouvelle-Zélande \| + 2 min 02 s \| \| 10e \| Cyrille Thièry \| Suisse \| Suisse \| + 2 min 02 s \| |                   |                  |                                    |                  |
| |                   |                  |                                    |                  |
| |                   |                  |                                    |                  |
| Classement général |                   |                  |                                    |                  |
| Coureur | Coureur           | Pays             | Équipe                             | Temps            |
| 1er | Aaron Gate        | Nouvelle-Zélande | EvoPro Racing                      | 13 h 22 min 06 s |
| 2e | Jesse Featonby    | Australie        | Oliver's Real Food Racing          | + 1 min 09 s     |
| 3e | Jay Vine          | Australie        | Nero Bianchi                       | + 1 min 15 s     |
| 4e | Daniel Whitehouse | Royaume-Uni      | EvoPro Racing                      | + 1 min 28 s     |
| 5e | Thomas Lebas      | France           | Kinan Cycling Team                 | + 1 min 31 s     |
| 6e | Lionel Mawditt    | Australie        | Team BridgeLane                    | + 1 min 39 s     |
| 7e | Michael Torckler  | Nouvelle-Zélande | GD Pringle Building/Spoken Cycles  | + 1 min 48 s     |
| 8e | Matthew Zenovich  | Nouvelle-Zélande | St George Continental Cycling Team | + 1 min 51 s     |
| 9e | James Oram        | Nouvelle-Zélande | Nouvelle-Zélande                   | + 2 min 02 s     |
| 10e | Cyrille Thièry    | Suisse           | Suisse                             | + 2 min 02 s     |

### 5eétape
L'étape consiste en deux circuits à parcourir successivement, de huit tours chacun, pour un total de 143 kilomètres. Une première échappée de quatre coureurs, parmi lesquels Hayden McCormick, se forme à la mi-course mais est reprise à 10 kilomètres de l'arrivée. Matthew Zenovich et Joel Yates tentent alors leur chance, puis Ethan Batt et enfin Joe Cooper mais sans succès. L'équipe Drapac-Cannondale Holistic Development signe finalement un doublé, Theodore Yates remportant l'étape au sprint devant son coéquipier Jensen Plowright.
| \| Classement de l'étape \| Classement de l'étape \| Classement de l'étape \| Classement de l'étape \| Classement de l'étape \| \| Coureur \| Coureur \| Pays \| Équipe \| Temps \| \| --------------------- \| --------------------- \| --------------------- \| -------------------------------------- \| --------------------- \| \| 1er \| Theodore Yates \| Australie \| Drapac-Cannondale Holistic Development \| 3 h 20 min 28 s \| \| 2e \| Jensen Plowright \| Australie \| Drapac-Cannondale Holistic Development \| + 0 s \| \| 3e \| Shane Archbold \| Nouvelle-Zélande \| EvoPro Racing \| + 0 s \| \| 4e \| Hayato Okamoto \| Japon \| Aisan Racing Team \| + 0 s \| \| 5e \| Cameron Ivory \| Australie \| \| + 0 s \| \| 6e \| Blake Quick \| Australie \| St George Continental Cycling Team \| + 0 s \| \| 7e \| Aaron Gate \| Nouvelle-Zélande \| EvoPro Racing \| + 0 s \| \| 8e \| Jin Okubo \| Japon \| Kinan Cycling Team \| + 0 s \| \| 9e \| Lukas Rüegg \| Suisse \| Suisse \| + 0 s \| \| 10e \| Taj Jones \| Australie \| Pro Racing Sunshine Coast \| + 0 s \| |                  |                  |                                        |                 |
| |                  |                  |                                        |                 |
| |                  |                  |                                        |                 |
| Classement de l'étape |                  |                  |                                        |                 |
| Coureur | Coureur          | Pays             | Équipe                                 | Temps           |
| 1er | Theodore Yates   | Australie        | Drapac-Cannondale Holistic Development | 3 h 20 min 28 s |
| 2e | Jensen Plowright | Australie        | Drapac-Cannondale Holistic Development | + 0 s           |
| 3e | Shane Archbold   | Nouvelle-Zélande | EvoPro Racing                          | + 0 s           |
| 4e | Hayato Okamoto   | Japon            | Aisan Racing Team                      | + 0 s           |
| 5e | Cameron Ivory    | Australie        |                                        | + 0 s           |
| 6e | Blake Quick      | Australie        | St George Continental Cycling Team     | + 0 s           |
| 7e | Aaron Gate       | Nouvelle-Zélande | EvoPro Racing                          | + 0 s           |
| 8e | Jin Okubo        | Japon            | Kinan Cycling Team                     | + 0 s           |
| 9e | Lukas Rüegg      | Suisse           | Suisse                                 | + 0 s           |
| 10e | Taj Jones        | Australie        | Pro Racing Sunshine Coast              | + 0 s           |

## Classements finals

### Classement général final
| \| Classement général \| Classement général \| Classement général \| Classement général \| Classement général \| \| Coureur \| Coureur \| Pays \| Équipe \| Temps \| \| ------------------ \| ------------------ \| ------------------ \| ---------------------------------- \| ------------------ \| \| 1er \| Aaron Gate \| Nouvelle-Zélande \| EvoPro Racing \| 16 h 42 min 34 s \| \| 2e \| Jesse Featonby \| Australie \| Oliver's Real Food Racing \| + 1 min 09 s \| \| 3e \| Jay Vine \| Australie \| Nero Bianchi \| + 1 min 15 s \| \| 4e \| Daniel Whitehouse \| Royaume-Uni \| EvoPro Racing \| + 1 min 28 s \| \| 5e \| Thomas Lebas \| France \| Kinan Cycling Team \| + 1 min 31 s \| \| 6e \| Lionel Mawditt \| Australie \| Team BridgeLane \| + 1 min 39 s \| \| 7e \| Michael Torckler \| Nouvelle-Zélande \| GD Pringle Building/Spoken Cycles \| + 1 min 48 s \| \| 8e \| Cyrille Thièry \| Suisse \| Suisse \| + 1 min 59 s \| \| 9e \| James Oram \| Nouvelle-Zélande \| \| + 2 min 02 s \| \| 10e \| Matthew Zenovich \| Nouvelle-Zélande \| St George Continental Cycling Team \| + 2 min 08 s \| |                   |                  |                                    |                  |
| |                   |                  |                                    |                  |
| |                   |                  |                                    |                  |
| Classement général |                   |                  |                                    |                  |
| Coureur | Coureur           | Pays             | Équipe                             | Temps            |
| 1er | Aaron Gate        | Nouvelle-Zélande | EvoPro Racing                      | 16 h 42 min 34 s |
| 2e | Jesse Featonby    | Australie        | Oliver's Real Food Racing          | + 1 min 09 s     |
| 3e | Jay Vine          | Australie        | Nero Bianchi                       | + 1 min 15 s     |
| 4e | Daniel Whitehouse | Royaume-Uni      | EvoPro Racing                      | + 1 min 28 s     |
| 5e | Thomas Lebas      | France           | Kinan Cycling Team                 | + 1 min 31 s     |
| 6e | Lionel Mawditt    | Australie        | Team BridgeLane                    | + 1 min 39 s     |
| 7e | Michael Torckler  | Nouvelle-Zélande | GD Pringle Building/Spoken Cycles  | + 1 min 48 s     |
| 8e | Cyrille Thièry    | Suisse           | Suisse                             | + 1 min 59 s     |
| 9e | James Oram        | Nouvelle-Zélande |                                    | + 2 min 02 s     |
| 10e | Matthew Zenovich  | Nouvelle-Zélande | St George Continental Cycling Team | + 2 min 08 s     |

### Classements annexes

#### Classement du meilleur grimpeur
| Classement de la montagne | Classement de la montagne | Classement de la montagne | Classement de la montagne | Classement de la montagne |
| Coureur                   | Coureur                   | Pays                      | Équipe                    | Points                    |
| ------------------------- | ------------------------- | ------------------------- | ------------------------- | ------------------------- |
| 1er                       | Cyrille Thièry            | Suisse                    | Suisse                    | 18 pts                    |
| 2e                        | Jesse Featonby            | Australie                 | Oliver's Real Food Racing | 12 pts                    |
| 3e                        | Jay Vine                  | Australie                 | Nero Bianchi              | 8 pts                     |
| 4e                        | Samuel Hill               | Australie                 |                           | 8 pts                     |
| 5e                        | Stefan Bissegger          | Suisse                    | Suisse                    | 6 pts                     |

#### Classement des sprints
| Classement des sprints | Classement des sprints | Classement des sprints | Classement des sprints                 | Classement des sprints |
| Coureur                | Coureur                | Pays                   | Équipe                                 | Points                 |
| ---------------------- | ---------------------- | ---------------------- | -------------------------------------- | ---------------------- |
| 1er                    | Stefan Bissegger       | Suisse                 | Suisse                                 | 33 pts                 |
| 2e                     | Aaron Gate             | Nouvelle-Zélande       | EvoPro Racing                          | 27 pts                 |
| 3e                     | Jensen Plowright       | Australie              | Drapac-Cannondale Holistic Development | 19 pts                 |
| 4e                     | Cyrille Thièry         | Suisse                 | Suisse                                 | 15 pts                 |
| 5e                     | Matthew Zenovich       | Nouvelle-Zélande       | St George Continental Cycling Team     | 14 pts                 |

#### Classement du meilleur jeune
| Classement du meilleur jeune | Classement du meilleur jeune | Classement du meilleur jeune | Classement du meilleur jeune           | Classement du meilleur jeune |
| Coureur                      | Coureur                      | Pays                         | Équipe                                 | Temps                        |
| ---------------------------- | ---------------------------- | ---------------------------- | -------------------------------------- | ---------------------------- |
| 1er                          | Theo Gilbertson              | Nouvelle-Zélande             | GD Pringle Building/Spoken Cycles      | 16 h 45 min 04 s             |
| 2e                           | Liam Magennis                | Australie                    | Drapac-Cannondale Holistic Development | + 24 s                       |
| 3e                           | Jayden Kuijpers              | Nouvelle-Zélande             |                                        | + 4 min 19 s                 |

#### Classement par équipes
| Classement par équipes | Classement par équipes            | Classement par équipes | Classement par équipes |
| Équipe                 | Équipe                            | Pays                   | Temps                  |
| ---------------------- | --------------------------------- | ---------------------- | ---------------------- |
| 1re                    | EvoPro Racing                     | Irlande                | 50 h 17 min 48 s       |
| 2e                     | Team BridgeLane                   | Australie              | + 1 min 32 s           |
| 3e                     | GD Pringle Building/Spoken Cycles | Nouvelle-Zélande       | + 2 min 27 s           |

## Évolution des classements
| Étape              | Vainqueur          | Classement général | Classement de la montagne | Classement des sprints | Classement du meilleur jeune | Classement par équipes |
| ------------------ | ------------------ | ------------------ | ------------------------- | ---------------------- | ---------------------------- | ---------------------- |
| 1                  | Aaron Gate         | Aaron Gate         | non-décerné               | Aaron Gate             | Stefan Bissegger             | St George Continental  |
| 2                  | Stefan Bissegger   | Aaron Gate         | Cyrille Thièry            | Stefan Bissegger       | Stefan Bissegger             | St George Continental  |
| 3                  | Jensen Plowright   | Aaron Gate         | Cyrille Thièry            | Stefan Bissegger       | Stefan Bissegger             | St George Continental  |
| 4                  | Jesse Featonby     | Aaron Gate         | Cyrille Thièry            | Stefan Bissegger       | Theo Gilbertson              | EvoPro Racing          |
| 5                  | Theodore Yates     | Aaron Gate         | Cyrille Thièry            | Stefan Bissegger       | Theo Gilbertson              | EvoPro Racing          |
| Classements finals | Classements finals | Aaron Gate         | Cyrille Thièry            | Stefan Bissegger       | Theo Gilbertson              | EvoPro Racing          |